# باتريك قالبرايث
باتريك قالبرايث (بالدنماركية: Patrick Galbraith) هو لاعب هوكي الجليد دنماركي، ولد في 11 مارس 1986 في هادرسلف ‏ في الدنمارك.

## وصلات خارجية
- باتريك قالبرايث على موقع EliteProspects.com (الإنجليزية)
- باتريك قالبرايث على موقع Eurohockey.com (الإنجليزية)
- باتريك قالبرايث على موقع HockeyDB.com (الإنجليزية)
- باتريك قالبرايث على موقع أوليمبيديا (الإنجليزية)